# おサル電車

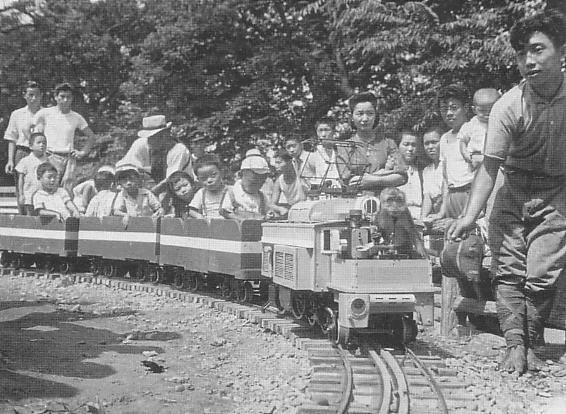
おサル電車

おサル電車（おサルでんしゃ）とは、恩賜上野動物園で運用されていた遊具施設。先頭に運転又は飾りのためにサルが座り客を乗せて走る、電車を模したアトラクションであった。愛称はお猿の電車。

## 概要

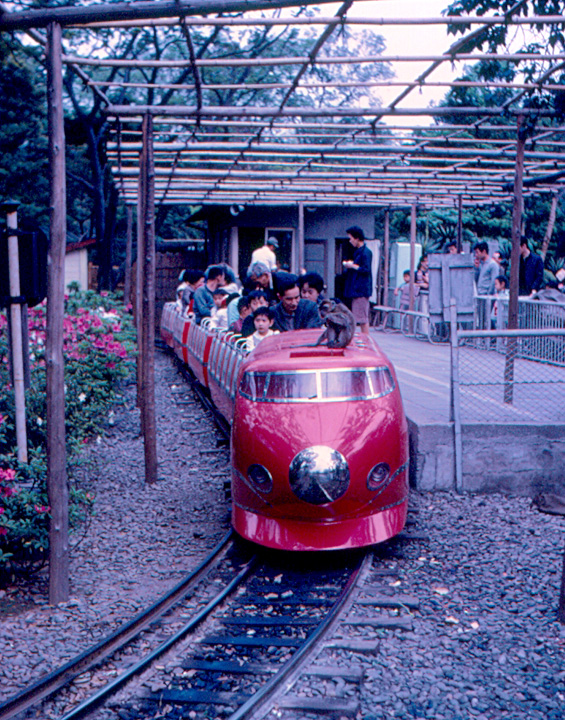
新幹線車両を模したおサル電車（1967年撮影）

1948年（昭和23年）9月23日に営業を開始した。当初の運用は、バッテリー駆動の電気機関車をサルが運転して客車を牽引する方式で、乗客は子供、金額は3円であった。サルが運転しているため、気ままにバックしたり、止まったりすることがあり、それも売りの一つであった。おサル電車は、スタートするとたちまち人気アトラクションとなった。
その後、サルの訓練が大変であること、10歳以上のサルは凶暴性を帯びて乗客に危害を加える可能性があることなどを理由に、1955年頃にはサルによる運転が中止され、係員による操作に切り替えられ、サルは先頭車に座るだけとなった。後に再びサルの運転になった。
1962年（昭和37年）5月には開園30周年を機に大幅な改装が行われ、軌間は従来の455mmから520mmに、軌条は6kgから9kgに、集電方式は直流第三軌条方式になった。車両も大型化され、先頭車は当時開業間近であった新幹線車両を模したものとなった。
しかし1973年に動物の愛護及び管理に関する法律が制定、「おサル電車はサルに多大な負担をかける」という判断から、動物園は廃止を決定。おサル電車は1974年（昭和49年）6月30日に廃止された。
最終日には「さよならおサル電車」が開かれ、今まで運転する側であったサルが乗客となる場面もあった。

## 背景

### 誕生について
おサル電車の誕生には、太平洋戦争が大きな影響を及ぼした。空襲によって動物園のオリが壊れて猛獣が逃げ出すことを恐れて、ゾウやライオンといった人気のある動物が殺処分された結果、終戦時の上野動物園には人を呼べるものが無かった。こうした中で、子供たちへの企画の一つとして、おサル電車は誕生した。なお、おサル電車を世に生み出したのはロボット研究家である相澤次郎と言われることがあるが、相沢が上野動物園に提案したのはロボットが運転する電車であり、サルが運転する電車を考えたのは上野動物園側である。ただし、完全に縁がなかったわけではなく、初代おサルの電車は相沢が提供したロボット電車にサルが搭乗していた。
また、このおサル電車は子供向けのアトラクションの他に、動物心理学の実験、サルの知能の紹介といった目的もあった。

### 廃止原因の圧力説
上述したとおり、おサル電車の廃止は動物園側の考えによる。ところが、「おサル電車は、動物愛護団体の圧力で終了した」というイメージが広く知れ渡っている。これは、おサル電車の廃止決定後、存続派と動物愛護団体との激論をテレビなどのマスメディアが大きく取り扱ったためである。

## 特記事項
- かんべむさしの短編小説『車掌の本分』はおサル電車を題材としており、中学校の国語の教科書にも掲載された。
- 秋本治の漫画『こちら葛飾区亀有公園前派出所』JC157巻「おさるの電車物語の巻」では、おサル電車が取り上げられた。作者の秋本治も乗車した記憶があるという。
- 飯森広一の漫画『ぼくの動物園日記』JC9巻「最後の乗客」にもおサル電車がとりあられた。